# 赫姆·吉列姆
小赫尔曼·L·吉列姆（英語：Herman L. Gilliam Jr.，1946年5月5日—），美国NBA联盟前职业篮球运动员。他在1969年的NBA选秀中第1轮第8顺位被辛辛纳提皇家选中。